# Van (tỉnh)
Tỉnh Van (tiếng Thổ Nhĩ Kỳ: Van ili) là một tỉnh miền đông Thổ Nhi Kỳ, nằm giữa hồ Van và biên giới với tỉnh Tây Azerbaijan của Iran. Tỉnh có diện tích 19.069 km² và dân số là 1.035.418 vào cuối năm 2010. Các tỉnh lân cận là Bitlis về phía tây, Siirt về phía tây nam, Şırnak và Hakkâri về phía nam và Ağrı về phía bắc. Thủ phủ là thành phố Van. Dân số tỉnh chủ yếu là người Kurd.

## Huyện
- Bahçesaray
- Başkale
- Çaldıran
- Çatak
- Edremit
- Erciş
- Gevaş
- Gürpınar
- İpekyolu
- Muradiye
- Özalp
- Saray
- Tuşpa